# Oithona minuta
Oithona minuta är en kräftdjursart som beskrevs av Krichagin 1877. Oithona minuta ingår i släktet Oithona och familjen Oithonidae. Det är osäkert om arten förekommer i Sverige. Inga underarter finns listade i Catalogue of Life.